# Paul Pillet
Pour les articles homonymes, voir Pillet.
Paul Pillet, né le 1er avril 1907 à Roanne (Loire) et mort le 17 décembre 2002 dans la même ville, est un homme politique français.

## Biographie
Paul Pillet, est le fils de Jean-Baptiste Pillet (1875-1929), né à Barberaz en Savoie, clerc d'huissier puis administrateur de biens, et de Marie-Louise Cloux (1881-1959), née à Roanne.
Il fit des études secondaires au lycée de Roanne puis des études de droit à la Faculté de droit de Lyon où il obtenu une licence en droit. Après ses études, Paul Pillet exerça le métier d'administrateur de biens.
Au début de la Seconde Guerre mondiale, alors qu'il sert au 28e régiment du génie, Paul Pillet est fait prisonnier de guerre mais réussit à s'évader,. Pendant l'Occupation, il participe à la Résistance dans le sillage d'Eugène Claudius-Petit, membre du comité de direction de Franc-Tireur puis président du Mouvement de libération nationale (MLN). L'engagement de Paul Pillet dans la Résistance lui permet de recevoir la croix du combattant volontaire de la Résistance et d'intégrer en août 1944, le conseil municipal de Roanne. Paul Pillet est l'un des fondateurs, en juin 1945, du nouveau parti de l'Union démocratique et socialiste de la Résistance (UDSR) avec Eugène Claudius-Petit, François Mitterrand et René Pleven.
Il soutient les campagnes électorales d'Eugène Claudius-Petit, député UDSR de la Loire et maire de Firminy. De 1948 à 1950, Paul Pillet est attaché au cabinet d'Eugène Claudius-Petit, ministre de la Reconstruction et de l’Urbanisme. En 1951, il aide le ministre à élaborer ses projets de lois relatifs à l'acquisition d'habitations, à l'urbanisme et à la lutte contre les taudis.
En 1950, Paul Pillet prend la direction du journal L'Espoir qui paraît à Saint-Étienne. Ce quotidien, lancé clandestinement par des résistants en 1941 (dont Jean Nocher), était devenu localement l'organe du MLN à la fin de la Seconde Guerre mondiale. Il rassemblait des gaullistes et quelques socialistes. À partir de 1948, il devint l'organe de presse du RPF de Saint-Étienne emmené par Lucien Neuwirth et Jean Nocher. En 1951, sous la direction de Paul Pillet, le quotidien fusionne au sein d'une même société de presse (la SOGEP) avec La Dépêche (journal local du MRP de Georges Bidault) dans une lutte commune contre le PCF alors très puissant dans les villes ouvrières de Roanne et Saint-Étienne (en 1963, Le Progrès rachète L'Espoir).
L'UDSR décline régulièrement dans les années 1950, prenant une orientation plus à gauche fin 1953 quand François Mitterrand en devient le président. Paul Pillet, qui conserve une identité plus centriste, reste dans le mouvement mais prend ses distances avec la nouvelle direction. Il fait partie de ceux qui abandonneront bientôt l'UDSR pour rejoindre la démocratie-chrétienne.
Le 14 octobre 1951, Paul Pillet est élu conseiller général du canton de Roanne en battant au second tour l'ancien député communiste et figure de la CGT locale, Albert Masson, Paul Pillet reste conseiller général jusqu'en 1970. De 1973 à 1979, il est conseiller général du canton de Roanne-Nord.
Patron de presse influent et figure centriste dans la Loire, il obtient l'investiture de l'UDSR aux élections législatives de novembre 1958 dans la Ve circonscription de Roanne. Il est élu au second tour. D'abord membre des non-inscrits, il rejoint en juillet 1959, le groupe de l'Entente démocratique. La même année, il réussit l'exploit de remporter la mairie de Roanne, bastion SFIO depuis 1919. Cette ville, dominée par la population ouvrière de la bonneterie, du textile cotonnier (Ateliers Roannais de Construction Textile (ARCT), France-Rayonne, Désarbre, Devernois, etc.) et de la métallurgie (GIAT Industries, Démurger, etc.), voyait s'affronter depuis 1939 socialistes et communistes. Mais la gauche gère difficilement les problèmes de logement générés par l'augmentation importante de la population de l'agglomération roannaise (plus 40 % entre 1946 et 1962). Ses résultats aux élections municipales s'en ressentent : 50 % des voix en 1947, 46 % en 1953 et 44 % en 1959. Reconnu comme un expert des questions urbanistiques et de la lutte contre les taudis, Paul Pillet remporte la mairie en 1959 en succédant au socialiste Jacques Gougenot. Le 25 novembre 1962, il est réélu député de la même circonscription et rejoint le groupe du Centre démocratique.
Paul Pillet appartient désormais au courant des centristes d'opposition. Il le confirme en rejoignant le nouveau parti de Jean Lecanuet, le Centre démocrate (CD) lancé en février 1966 après la candidature du maire de Rouen à la présidentielle de décembre 1965. Ce mouvement entend regrouper les diverses sensibilités du centre dans une même opposition à la Ve République gaulliste en faisant fusionner le MRP (Jean Lecanuet), le CNIP (Bertrand Motte) et les radicaux-socialistes (Maurice Faure). Le maire de Roanne figure dans le premier comité directeur du parti en avril 1966, sous l'étiquette MRP. L'opération échoue en partie puisque les radicaux-socialistes partent rapidement tandis que le CNIP retrouve vite son indépendance. Ne disposant pas d'un appui militant suffisant, Paul Pillet est battu lorsqu'il se représente dans la Ve circonscription de Roanne aux élections législatives de 1967 puis à celles de 1968 sous l'étiquette du Centre démocrate. Celui qui le remplace à l'Assemblée nationale est un jeune gaulliste, Alain Terrenoire, fils du ministre Louis Terrenoire, dont le gaullisme social a attiré une partie de l'électorat ouvrier. Il fut aussi élu conseiller régional de la région Rhône-Alpes.
Le maire de Roanne se présente aux élections sénatoriales du 22 septembre 1974. Il dirige une « liste d'action communale, paysanne et sociale » où figurent le sénateur de la Loire et vice-président du conseil général de la Loire Claude Mont, le conseiller général et premier adjoint au maire de Saint-Étienne François Dubanchet et le conseiller général et maire de Sorbiers Félicien Chabrol. Leur programme prévoit une réforme des finances locales et un aménagement du territoire plus respectueux de l'équilibre entre secteurs urbains et ruraux. Claude Mont est élu au premier tour, Paul Pillet au second. Le maire de Roanne s'inscrit au groupe de l'Union centriste et des démocrates de progrès (UCDP) et siège à la commission des lois. Son activité au palais du Luxembourg se consacre notamment aux sujets concernant le logement et l'urbanisme.
Paul Pillet a connu une première alerte électorale en 1970 où il avait été battu aux cantonales. Son implantation locale est fragilisée par la crise socio-économique dans laquelle s'enfonce Roanne à partir du milieu des années 1970. Le secteur industriel souffre beaucoup de la baisse des commandes d'armement (dont profitait l'arsenal de Roanne avec GIAT Industries) et du marasme du textile, victime de la concurrence étrangère. Le chômage augmente considérablement sans que le maire soit en mesure de trouver des remèdes efficaces. La tension monte sur place, les grèves dures et manifestations violentes se multiplient et cette atmosphère tendue explique peut-être l'attentat dont est victime Paul Pillet le 22 mai 1975 quand une bombe explose sans faire de victime, en pleine nuit, à son domicile. L'acte ne sera jamais revendiqué. L'impuissance du maire face à la crise socio-économique locale est en tous cas sanctionnée aux élections municipales de 1977. Paul Pillet est battu dès le premier tour par le socialiste Jean Auroux qui, en redonnant la ville au PS, commence une carrière politique prometteuse. Son influence est tellement déclinante que l'ancien maire - il appartient désormais au CDS - renonce à briguer le renouvellement de son mandat de conseiller général en mars 1979. Aux sénatoriales de septembre 1983, Paul Pillet ne se représente pas. Son ancien colistier, Claude Mont est en revanche réélu sous l'étiquette UDF-CDS. L'ancien maire de Roanne se retire alors définitivement de la vie politique.
Il meurt le 17 décembre 2002 à l'âge de 95 ans. Paul Pillet est inhumé au cimetière Saint-Claude de Roanne.

## Vie privée
Paul Pillet s'est marié le 19 août 1944 avec Colette Renée de Compigny (1918-2008), de ce mariage naîtront trois enfants :
- Guy Pillet.
- Marc Pillet.
- Nadine Pillet.

## Mandats et fonctions

### Mandats parlementaires
- 30 novembre 1958 - 9 octobre 1962 : Député de la 5e circonscription de la Loire
- 25 novembre 1962 - 2 avril 1967 : Député de la 5e circonscription de la Loire
- 22 septembre 1974 - 2 octobre 1983 : Sénateur de la Loire

### Mandats locaux
- 14 octobre 1951 - 30 septembre 1970 : Conseiller général du canton de Roanne
- 30 septembre 1973 - 25 mars 1979 : Conseiller général du canton de Roanne-Nord
- 22 mars 1959 - 19 mars 1977 : Maire de Roanne
- Conseiller régional de la région Rhône-Alpes

### Autre mandat
- 1968 - 1978 : Président du Syndicat intercommunal d'énergies de la Loire

## Décorations

### Décorations françaises[2]
- Chevalier de la Légion d’honneur
- Chevalier de l'ordre des Arts et des Lettres
- Croix du combattant volontaire de la Résistance
- Chevalier de l'ordre du Mérite social

## Hommages
- Après son décès, le député-maire UMP de Roanne, Yves Nicolin, lui rend hommage lors d'une séance du conseil municipal.
- En 2003, le centre administratif de la mairie de Roanne (construit en 1982) est rebaptisé à son nom[9].